# Берклав Едуард Карлович
Едуард Карлович Берклав (Берклавс) (15 червня 1914, село Бірзнієки Іванденської волості Гольдингенського повіту Курляндської губернії, тепер Латвія — 25 листопада 2004, місто Рига, Латвія) — латвійський радянський державний діяч, 1-й секретар ЦК ЛКСМ Латвії, заступник голови Ради міністрів Латвійської РСР, 1-й секретар Ризького міського комітету КП Латвії. Член ЦК Комуністичної партії Латвії. Депутат Верховної Ради СРСР 5-го скликання. Депутат Верховної Ради Латвійської РСР. Депутат Сейму Латвії 5-го скликання. 

## Життєпис
Народився в родині сільського ремісника. У чотирирічному віці втратив батька. Закінчив шість класів державної школи в містечку Кімале.
З 1930 року — пастух, з 1931 року — учень набірника (підмайстер) у Кулдизькій друкарні. Одночасно навчався у вечірній Кулдизькій державній гімназії. Працював в кулдизькій газеті «Kurzemnieks», був членом соціал-демократичної молодіжної організації «Дарба Яунатне».
У 1934 році втратив роботу і приєднався до підпільної комуністичної групи. Деякий час працював на різних підробітках на заводі «Vulkāns», на будівництві доріг, лісозаготівлях. У 1935 році переїхав до Риги, працював у електромеханічній майстерні, вечорами продовжував навчання в Ризькому міському профтехучилищі. Був друкарем у комсомольській нелегальній друкарні «Спартакс».
За підпільну діяльність у квітні 1936 року заарештований латвійською поліцією та засуджений на три роки каторги. Відбував покарання в Ризькій центральній в'язниці, згодом на каторжних роботах у каменоломнях Калнціємса. Після відбуття ув'язнення продовжив підпільну роботу, став членом ЦК Спілки трудової молоді Латвії.
Член Комуністичної партії Латвії з 1939 року. Весною 1940 року знову заарештований. Після окупації Латвії радянськими військами вийшов із в'язниці.
З літа 1940 по 1941 рік працював (2-м) секретарем ЦК ЛКСМ Латвії. У 1941 році обраний 1-м секретарем Пролетарського районного комітету КП(б) Латвії міста Риги.
З серпня 1941 року — у Червоній армії, учасник німецько-радянської війни. З грудня 1941 року по 1942 рік — комсомольський організатор 122-го стрілецького полку 201-ї стрілецької дивізії. Потім служив помічником начальника політичного відділу по роботі серед комсомольців 43-ї гвардійської латиської стрілецької дивізії і 130-го Латвійського стрілецького корпусу. У 1945 році — інспектор політичного відділу штабу 130-го Латвійського стрілецького корпусу.
16 травня 1946 — 4 червня 1948 року — 1-й секретар ЦК ЛКСМ Латвії.
У 1948—1951 роках — слухач Вищої партійної школи при ЦК ВКП(б) у Москві.
30 серпня 1951 — червень 1954 року — секретар Ризького міського комітету КП Латвії.
22 червня 1954 — 20 січня 1956 року — заступник голови Ради міністрів Латвійської РСР.
У січні 1956 — 21 травня 1958 року — 1-й секретар Ризького міського комітету КП Латвії.
13 травня 1958 — 15 липня 1959 року — заступник голови Ради міністрів Латвійської РСР.
У другій половині 1950-х років став одним із лідерів націонал-комуністичного руху та противником «національної політики» СРСР у Латвійській РСР, яка, на думку Берклава, була спрямована на русифікацію Латвії.
У 1959 році був відправлений в фактичне заслання до міста Владимира (РРФСР), де з 1959 по 1968 рік працював начальником Владимирської обласної контори кінопрокату.
Після повернення до Латвії працював на Ризькому електромашинобудівному заводі. У 1971 році склав «Лист 17 латиських комуністів», який критикував політику КПРС у Латвійській РСР та отримав широкий резонанс на Заході.
Наприкінці 1980 — на початку 1990-х років брав активну участь у суспільно-політичних процесах у Латвійській республіці, заснував Рух за національну незалежність Латвії, працював у правлінні Народного фронту, був делегатом Конгресу громадян.
У 1990—1993 роках — депутат Верховної ради Латвійської Республіки. З 1993 року — депутат 5-го Сейму Латвійської Республіки. У середині 1990-х років відійшов від активної політичної діяльності.
Помер 25 листопада 2004 року в Ризі. Похований на ризькому цвинтарі Райніса.

## Звання
- політрук
- старший лейтенант
- капітан
- гвардії майор

## Нагороди
- орден Трьох зірок ІІІ ст. (Латвія) (2000)
- орден Трьох зірок IV ст. (Латвія) (1995)
- орден Червоного Прапора (20.01.1942)
- два ордени Вітчизняної війни ІІ ст. (5.04.1944, 6.04.1985)
- два ордени Трудового Червоного Прапора (1950, 1958)
- орден Червоної Зірки (17.10.1944)
- медаль «За оборону Москви»
- медаль «За перемогу над Німеччиною у Великій Вітчизняній війні 1941—1945 рр.» (1945)
- медалі